# Kvelertak (Album)
Kvelertak (norwegisch ‚Würgegriff‘) ist das Debütalbum der gleichnamigen norwegischen Rockband Kvelertak. Es erschien am 21. Juni 2010 bei Indie Recordings. Am 15. März 2011 erschien die nordamerikanische Ausgabe mit einigen Bonustiteln, darunter Live-Versionen aus den BBC-Sessions der Band.

## Entstehung und Stil
Das Album wurde von Kurt Ballou von Converge produziert. Es wurde im Frühjahr 2010 in den GodCity Studios in Salem, Massachusetts aufgenommen. Die Coverillustration stammt von John Dyer Baizley von Baroness. Stilistisch wurde es als „Bastard aus Wolfmother, Turbonegro, Satyricon und Gorillaz“ beschrieben und mit dem Schlagwort „Necro´n´Roll“ zusammengefasst.
Nach einem Auftritt in der Telenor Arena in Oslo am 24. Juni 2011 wurde der Band von der Plattenfirma und Dave Grohl von den Foo Fighters, die an dem Abend als Headliner auftraten, eine Goldene Schallplatte der International Federation of the Phonographic Industry für mehr als 15.000 verkaufte Alben in Norwegen überreicht. Zudem wurde die Band in den Kategorien „Best Newcomer“ und „Best Rock“ bei den 39. Spellemannprisen ausgezeichnet. Die Band erhielt darüber hinaus im Februar 2011 ein Stipendium der Firma Statoil für vielversprechende Newcomer in Höhe von etwa 180.000 US-Dollar.

## Rezeption
Im Magazin Rock Hard vergab Volkmar Weber neun von zehn Punkten. Er schrieb, das Album „rockt unfassbar heavy, ist abwechslungsreich und vor allem cool und schön dreckig.“ Das deutsche Magazin Visions führte im Frühjahr 2017 das Album in ihrer Liste der 66+6 besten Metal-Alben des dritten Jahrtausends.

## Titelliste
Alle Stücke wurden von der Band geschrieben und komponiert.
1. „Ulvetid“ – 3:29
2. „Mjød“ – 2:30
3. „Fossegrim“ – 3:32
4. „Blodtørst“ – 3:37
5. „Offernatt“ – 4:29
6. „Sjøhyenar (Havets Herrer)“ – 4:50
7. „Sultans of Satan“ – 4:35
8. „Nekroskop“ – 5:10
9. „Liktorn“ – 5:35
10. „Ordsmedar Av Rang“ – 4:27
11. „Utrydd Dei Svake“ – 6:22

Bonustitel der nordamerikanischen Version
1. „Fossegrim“ (live) – 3:25
2. „Sjøhyenar (Havets Herrer)“ (live) – 4:33
3. „Blodtørst“ (live) – 3:43
4. „Mjød“ (live) – 2:58
5. „Ordsmedar av Rang“ (2009 demo) – 4:03
6. „Utrydd Dei Svake“ (2008 demo) – 6:36